# 京都市電四条線
四条線（しじょうせん、旧字体：四條線）は、京都市の東西の目抜き通りである四条通に敷設されていた京都市電の軌道路線。
明治終期から大正初期に掛けて施行された京都市三大事業の一つである［道路拡築並電気鉄道敷設事業］の一環として建設された。
路線は祇園から四条大宮まで市街中枢を全区間併用軌道で貫いていた。1961年（昭和36年）までは四条西洞院－四条堀川間に堀川線の狭軌と四条線の標準軌からなる「六線共用区間」（三線軌条複線）が存在した。
1972年（昭和47年）に千本線、大宮線と共に全線が廃止された。

## 沿革
- 1907年（明治40年）3月6日 市会で「道路拡築並電気鉄道敷設事業」修正可決
- 1912年（明治45年）6月11日 四条西洞院－四条小橋開業
- 1912年（大正元年）
  - 9月12日 四条大宮－四条堀川開業
  - 12月25日 四条堀川－四条西洞院（京電堀川線との六線共用区間を含む）開業／四条小橋－祇園石段下（後に祇園と改称）開業 ［四条線全線開業］
- 1923年（大正12年）5月26日 市会が「第七十七号議案」を議決し、四条線延長路線決定（後に無軌条線に計劃変更）
- 1940年（昭和15年）12月2日 急行運転開始（日曜祝祭日を除く午前6時－午前9時／午後4時－午後7時）
- 1943年（昭和18年）
  - 2月21日 急行運転強化（日曜祝祭日を含む毎日午前6時－午前10時／午後4時－午後8時）
  - 11月1日 終日急行運転実施（終了期日不明）
- 1961年（昭和36年）8月1日 堀川線廃止に伴い、四条西洞院－四条堀川の六線共用解消
- 1962年（昭和37年）3月27日 急行運転開始（日曜祝日を除く午前7時－午前9時）
- 1963年（昭和38年）6月20日 停留所統合・移設（「四条河原町」「新京極」→統合「四条河原町新京極」、「大丸前」→移設「四条堺町」）
- 1964年（昭和39年）6月1日 ワンマンカー運行開始（当初3週間は添乗者が付き、一人乗務は6月22日実施）
- 1965年（昭和40年）12月1日 自動車の併用軌道乗入全面開放
- 1972年（昭和47年）
  - 1月22日 「さようなら 千本・大宮・四条線」電車運行
  - 1月23日 四条線全線廃止し、市バスに転換

## 電停一覧
停留所／交叉する通り（接続、距離、急行停車駅は路線図参照）
- 祇園／東大路通
- 四条京阪前
- 四条河原町新京極／河原町通
- 四条堺町／堺町通
- 四条烏丸／烏丸通
- 四条西洞院／西洞院通
- 四条大宮／後院通 大宮通

## 他線との交叉
平面交叉
- 京阪本線 四条駅／優先 京阪本線

## 特記事項
- 祇園祭山鉾巡行の際、巡路となる四条西洞院－四条河原町を運休とし、前後で折り返し運転を行っていた。また、同区間では巡行に配慮して片持ち式の架線柱が用いられていた。
- 阪急京都（現・阪急大宮）－河原町延伸工事は開削工法で実施され、四条線は地上に仮軌道が敷設された。